# Wout Faes
Wout Felix Lina Faes, född 3 april 1998 i Mol, är en belgisk fotbollsspelare som spelar för engelska Leicester City och Belgiens landslag.

## Klubbkarriär
Faes flyttade till Anderlechts ungdomsakademi från Lierse år 2012. Han skrev sitt första proffskontrakt med Anderlecht.
Anderlecht skickade Faes på lån till Heerenveen under andra halvan av säsongen 2016–17. Den 12 juli 2017 meddelades det att Excelsior hade värvat Faes på ett ettårigt låneavtal. Sommaren 2018 beslutade Faes att permanent lämna Anderlecht och skrev på ett treårskontrakt med förstaligaklubben Oostende.
Den 1 september 2022 gick Faes till Leicester City på ett femårskontrakt för en rapporterad summa på 15 miljoner pund.

## Landslagskarriär
Faes debuterade för Belgiens landslag den 8 juni 2022 i en 6–1-vinst över Polen, där han blev inbytt i den 84:e minuten mot Axel Witsel. Faes har varit en del av Belgiens trupp vid VM 2022 i Qatar.